# 愛のしあわせ
『愛のしあわせ』は、1965年3月5日に ビクターより発売された橋幸夫の62枚目のシングル（VS-1146）で、吉永小百合とのデュエット曲。

## 概要
- 橋は、62年9月20日に発売した吉永小百合とのデュエット曲『いつでも夢を』（VS-807）で、第4回日本レコード大賞を受賞し、二人は「夢のコンビ」といわれた[2]。その後デュエット2作目として「若い東京の屋根の下」、3作目『若い歌声』、4作目『そこは青い空だった』が発売され、これらのヒットを受け、5作目として本楽曲が制作された。
- 作詞は佐伯孝夫、作曲は吉田正で、前4作品と同じく橋と吉永の両恩師による楽曲である。
- 夢のコンビは「清純コンビから愛のコンビにまで成長」と記される[3]ように、前4者と比較すると、「いままでの清純イメージから、多少、男と女の関係に踏み込んだ感じ」に仕上げられた[4]。
- 歌詞の「モナムール」はフランス語で「私の愛」とか「私の愛人」の意味である。
- しかし、橋は「小百合ちゃんと僕の（これまでの）イメージに合わず..........あまり、功を奏さなかった」と回想している[4]。
- c/wの「若草物語」も佐伯作詞、吉田作曲であるが、前作同様、吉永の単独歌唱となっている。AB両面ともデュエット曲が収録されているのは、橋・吉永デュエットの最終作となる第6作のA面「夢みる港」B面「あの娘はまちへ」のみである。

## 収録曲
1. 愛のしあわせ
作詞： 佐伯孝夫、作・編曲：吉田正
2. 若草物語
作詞： 佐伯孝夫、作・編曲：吉田正

## 収録アルバム
- 橋幸夫
初期のベスト盤（LP）での収録はあるが、近年のCDでのベスト盤への収録はない。
CD-BOXでも『橋幸夫大全集』（1993年9月20日）のDISC4に収録されるのみで他のCD-BOXにはない。
- 吉永小百合の:CD-BOX
『吉永小百合大全集』（1995年6月21日） VICG-58151～6 DISC-2に収録
『吉永小百合ベスト100』（2012年10月3日）DISC-3に収録
本BOXには、橋とのデュエット曲7曲全て収録されている。